# Termitinae

Термитники Termes

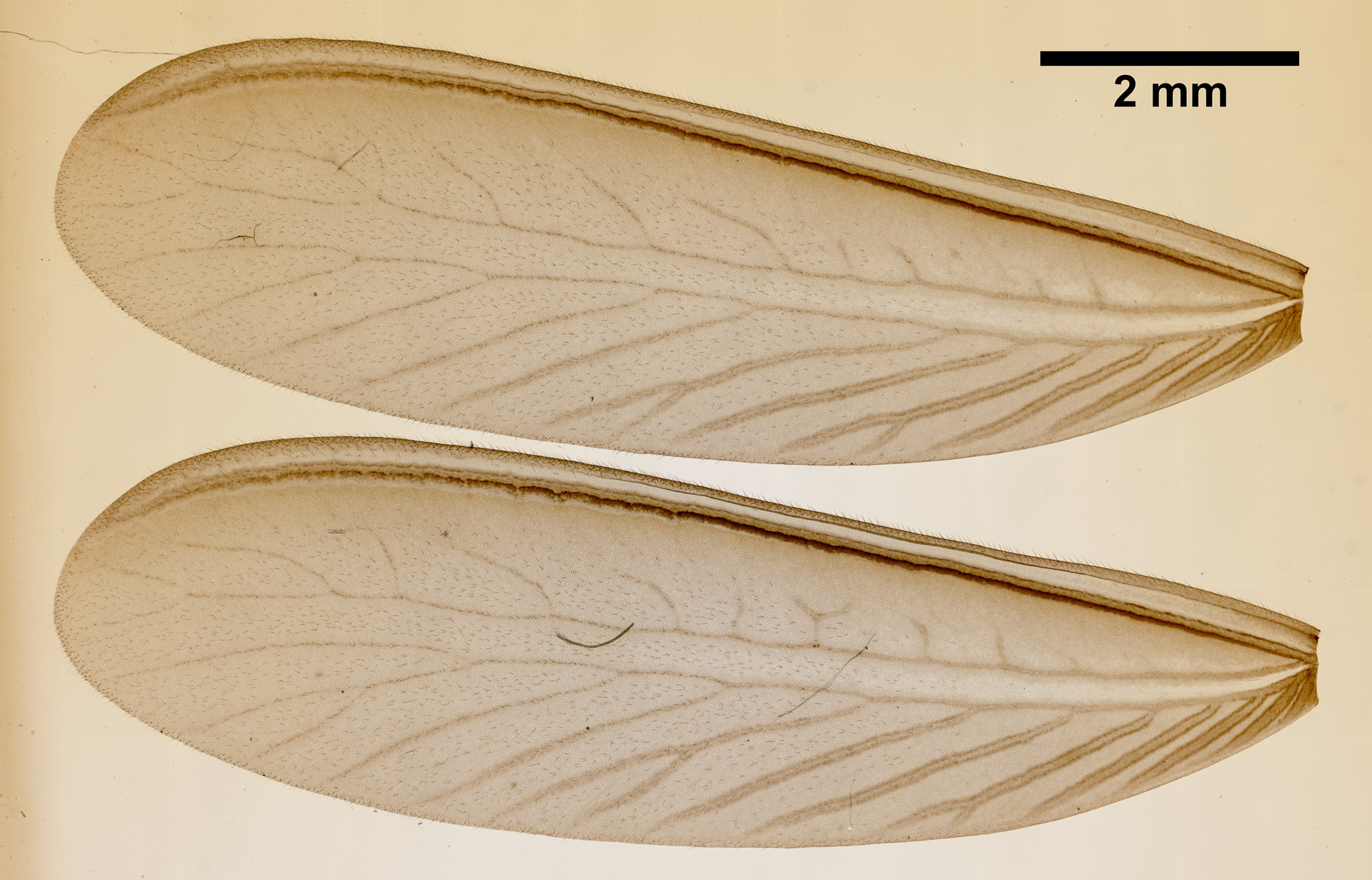
Крылья имаго Termes

Termitinae (лат.) — подсемейство термитов из семейства Termitidae. Более 600 видов.

## Распространение
Встречаются, главным образом, в тропиках и субтропиках: Австралия, Афротропика, Неотропика, Неарктика, Ориентальная область, Палеарктика:

## Описание
Усики имаго самок и самцов 12-18-члениковые (14-16 у Termes Group, 14-15 у Pericapritermes Group, 12-18 у Amitermes Group). Формула шпор голеней: 2-2-2 (3-2-2 или 2-2-2 у Termes Group, 3-2-2 у Pericapritermes Group, 3-2-2 у Amitermes Group). Усики солдат — 11-20-члениковые(14-15 у Termes Group, 13-14 у Pericapritermes Group, 11-20 у Amitermes Group). Термитники разнообразные: почвенные, под камнями и в древесине, картонные (Microcerotermes) и в чужих гнёздах (один вид рода Incolitermes является инквилином в гнёздах Ahamitermes, а Inquilinitermes — в гнёздах Constrictotermes cyphergaster). Некоторые их надземные насыпные постройки достигают огромных размеров. Например, «компасные» термитники вида Amitermes meridionalis (Австралия) достигают 4 м в высоту и 3 м в длину и ориентированы по линии север — юг.

## Систематика
60 родов, более 600 видов (включая 1 ископаемый род и 6 видов). Второе по числу видов и родов подсемейство в составе Termitidae. Выделяют три клады (группы родов) с учётом синонимизации подсемейства Amitermitinae (Krishna и др., 2013).
- Termes Group:
  - Роды с симметричными жвалами: Angulitermes, Apsenterotermes, Cavitermes, Crepititermes, Cristatitermes, Dentispicotermes, Ekphysotermes, Ephelotermes, Genuotermes, Hapsidotermes, Hesperotermes, Inquilinitermes, Invasitermes, Lophotermes, Macrognathotermes, ?†Nanotermes, Orthognathotermes, Promirotermes, Saxatilitermes, Spinitermes, Termes, Tuberculitermes, Xylochomitermes
  - Роды с асимметричными жвалами: Capritermes, Cornicapritermes, Dihoplotermes, Neocapritermes, Paracapritermes, Planicapritermes, Protocapritermes, Quasitermes
- Pericapritermes Group: Dicuspiditermes, Homallotermes, Indocapritermes, Kemneritermes, Krishnacapritermes, Labiocapritermes, Mirocapritermes, Oriencapritermes, Pericapritermes, Procapritermes, Pseudocapritermes, Sinocapritermes, Syncapritermes
- Amitermes Group (= Amitermitinae): Ahamitermes, Amitermes, Cephalotermes, Cylindrotermes, Drepanotermes, Eremotermes, Globitermes, Gnathamitermes, Hoplotermes, Incolitermes, Microcerotermes, Onkotermes, Orientotermes, Prohamitermes, Pseudhamitermes, Synhamitermes

### Классификация (2024)
В 2024 году в ходе реклассификации современных групп термитов были восстановлены или выделены из Termitinae в отдельные подсемейства таксоны Amitermitinae, Crepititermitinae, Cylindrotermitinae, Forficulitermitinae, Microcerotermitinae, Mirocapritermitinae, Neocapritermitinae, Promirotermitinae, Protohamitermitinae, а в собственно Termitinae (в узком составе) оставлено только 23 рода.